# Hanna Erikson
Pour les articles homonymes, voir Erikson.
Hanna Erikson, née Brodin le 2 juin 1990 à Örebro, est une fondeuse suédoise. Sprinteuse, elle monte sur un podium individuel de Coupe du monde durant sa carrière.

## Carrière
Membre du club Åsarna IK, elle dispute sa première compétition internationale au Festival olympique de la jeunesse européenne en 2007 à Jaca, prenant notamment une dixième place. Aux Championnats du monde junior 2008, elle gagne sa première médaille avec l'argent sur le relais.
En janvier 2009, elle remporte sa première course dans la Coupe de Scandinavie, un sprint à Keuruu, puis se distingue aux Championnats du monde junior à Praz de Lys-Sommand, où elle remporte la médaille d'argent sur le sprint classique et le relais et la médaille de bronze sur la poursuite. Elle reçoit alors une sélection pour les Championnats du monde élite à Liberec, terminant au mieux 38e sur le dix kilomètres, puis fait ses débuts dans la Coupe du monde à l'occasion des Finales à Falun. En décembre 2008, Brodin marque ses premiers points pour la Coupe du monde avec une onzième place au sprint classique de Rogla, puis finit dixième du prologue du 2010. Elle loupe les Jeux olympiques à Vancouver, mais revient de manière performante en fin de saison, terminant sixième du sprint de Stockholm.
Championne du monde du sprint chez les juniors en 2010, elle obtient son premier et seul podium individuel en Coupe du monde en janvier 2011 à Otepää lors d'un sprint de style classique, en arrivant deuxième juste derrière Petra Majdic. Aux Championnats du monde des moins de 23 ans en 2011 au même lieu, elle rejoint la finale du sprint pour prendre la cinquième place. Pour sa deuxième participation aux Championnats du monde en 2011 à Oslo, elle atteint les demi-finales du sprint et arrive dixième.
Elle enregistre son meilleur classement général lors de la saison 2011-2012, avec le 28e rang. Elle y termine notamment troisième du prologue du Tour de ski et victorieuse du sprint par équipes à Milan avec Ida Ingemarsdotter.
Après un hiver 2012-2013 raté, elle retrouve les bons résultats en 2013-2014, avec une quatrième place au sprint de Davos, puis une victoire au sprint du sprint libre d'Oberhof au Tour de ski, où elle devance Denise Herrmann et Ingvild Flugstad Østberg.
En 2014, pour son ultime saison au niveau international, à l'âge de seulement 23 ans,  elle prend part aux Jeux olympiques à Sotchi, mais obtient un classement lointain en sprint (51e). Elle souffre ensuite d'une fracture au dos, puis tente de revenir sans succès en 2016 et prend donc sa retraite sportive.

## Palmarès

### Jeux olympiques
| Épreuve / Édition | Sprint | Sprint                           | 10 km                            | 10 km     | Skiathlon 2 × 7,5 km | 30 km | Relais | Relais   |
| Épreuve / Édition | libre  | classique                        | libre                            | classique | Skiathlon 2 × 7,5 km | 30 km | Sprint | 4 × 5 km |
| JO 2014 Sotchi    | 51e    | Épreuve inexistante à cette date | Épreuve inexistante à cette date | —         | —                    | —     | —      | —        |

Légende :
- : pas d'épreuve
- — : non disputée par Erikson

### Championnats du monde
| Épreuve / Édition     | Sprint | Sprint                           | 10 km                            | 10 km     | Poursuite 2 × 7,5 km | 30 km | Relais | Relais   |
| Épreuve / Édition     | libre  | classique                        | libre                            | classique | Poursuite 2 × 7,5 km | 30 km | Sprint | 4 × 5 km |
| Mondiaux 2009 Liberec |        | Épreuve inexistante à cette date | Épreuve inexistante à cette date | 38e       | 50e                  | 48e   |        |          |
| Mondiaux 2011 Oslo    | 10e    | Épreuve inexistante à cette date | Épreuve inexistante à cette date |           |                      |       |        |          |

Légende :
- : pas d'épreuve

### Coupe du monde
- Meilleur classement général : 28e en 2012.
- 1 podium individuel : 1 deuxième place.
- 1 podium par équipes : 1 victoire.

#### Courses à étapes
- 2 podiums sur des étapes de tour : 1 victoire et 1 troisième place.

##### Victoires d'étapes
| Date             | Lieu    | pays      | Compétition | Discipline |
| ---------------- | ------- | --------- | ----------- | ---------- |
| 29 décembre 2013 | Oberhof | Allemagne | Tour de Ski | SP TL      |

Légende :

TC = classique

TL = libre

MS = départ en masse

HS = départ avec handicap

PU = poursuite

#### Classements par saison
| Saison / Épreuve | Saison / Épreuve | Général | Général | Distance | Distance | Sprint | Sprint |         | Tour de ski | Finales                          | Nordic Opening depuis 2011 |
| ---------------- | ---------------- | ------- | ------- | -------- | -------- | ------ | ------ | ------- | ----------- | -------------------------------- | -------------------------- |
| Saison / Épreuve | Saison / Épreuve | Class.  | Points  | Class.   | Points   | Class. | Points |         | Tour de ski | Finales                          | Nordic Opening depuis 2011 |
| 2009             | 2009             | —       | —       | —        | —        | —      | —      | —       | 54e         | Épreuve inexistante à cette date |                            |
| 2010             | 2010             | 56e     | 110     | 51e      | 47       | 38e    | 63     | Abandon | 31e         | Épreuve inexistante à cette date |                            |
| 2011             | 2011             | 39e     | 160     | —        | —        | 15e    | 160    | —       | Abandon     | —                                |                            |
| 2012             | 2012             | 28e     | 292     | 43e      | 57       | 12e    | 235    | Abandon | 33e         | —                                |                            |
| 2013             | 2013             | —       | —       | —        | —        | —      | —      | Abandon | 33e         | 47e                              |                            |
| 2014             | 2014             | 29e     | 218     | 40e      | 55       | 18e    | 133    | Abandon | 16e         | 43e                              |                            |

Légende
- — : non classée / pas de participation
- : pas d'épreuve

### Championnats du monde junior
- Médaille d'or du sprint en 2010 à Hinterzarten.
- Médaille d'argent du sprint en 2009 à Praz de Lys-Sommand.
- Médaille d'argent du relais 4 x 3,3 km en 2008 à Malles Venosta et 2009.
- Médaille de bronze du 10 km poursuite en 2009.
- Médaille de bronze du 5 km classique en 2010.

### Coupe de Scandinavie
- 3 podiums, dont 2 victoires.

### Championnats de Suède
- Championne sur le trente kilomètres classique en 2012.